# アタミザクラ

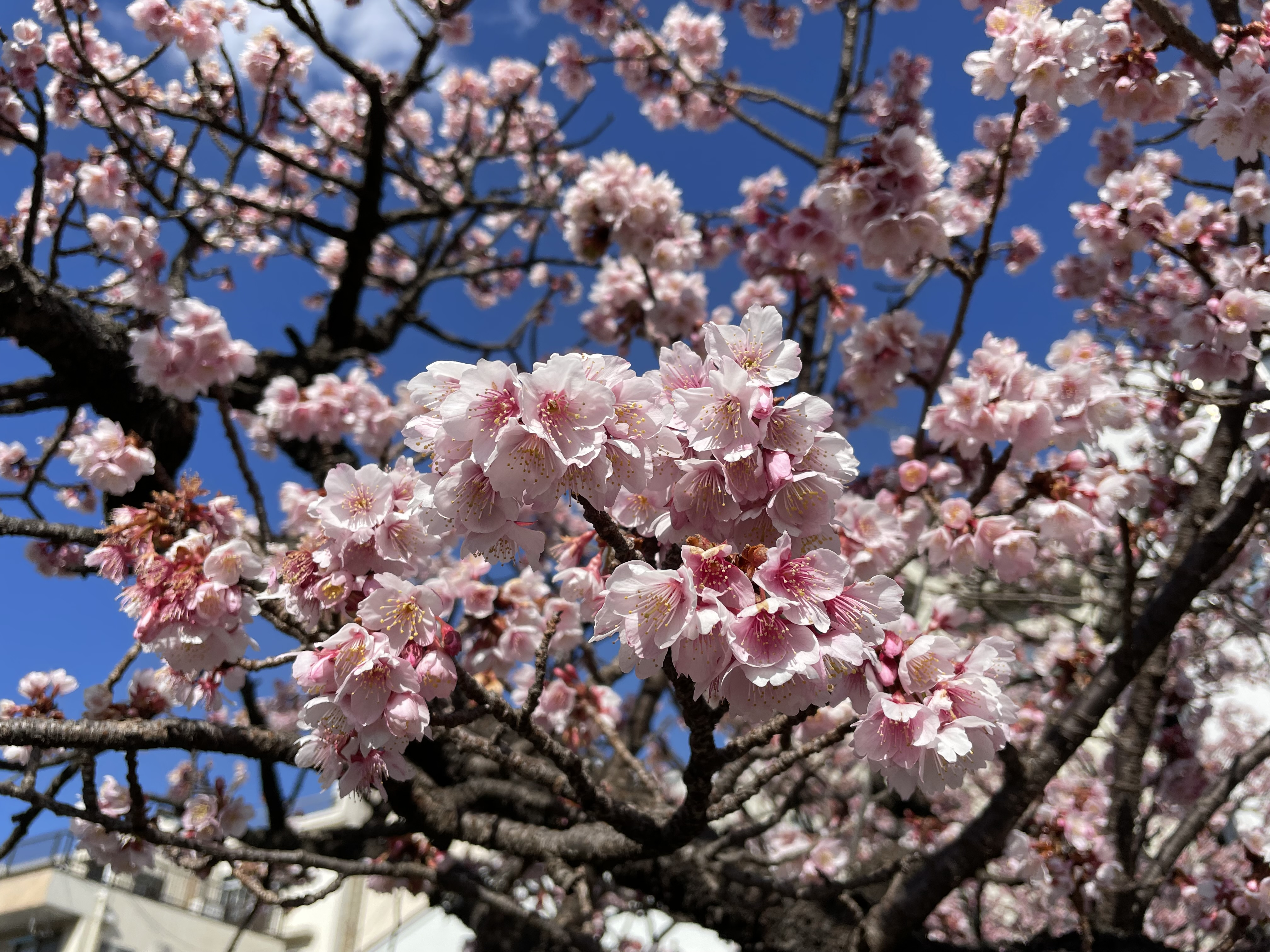
アタミザクラ

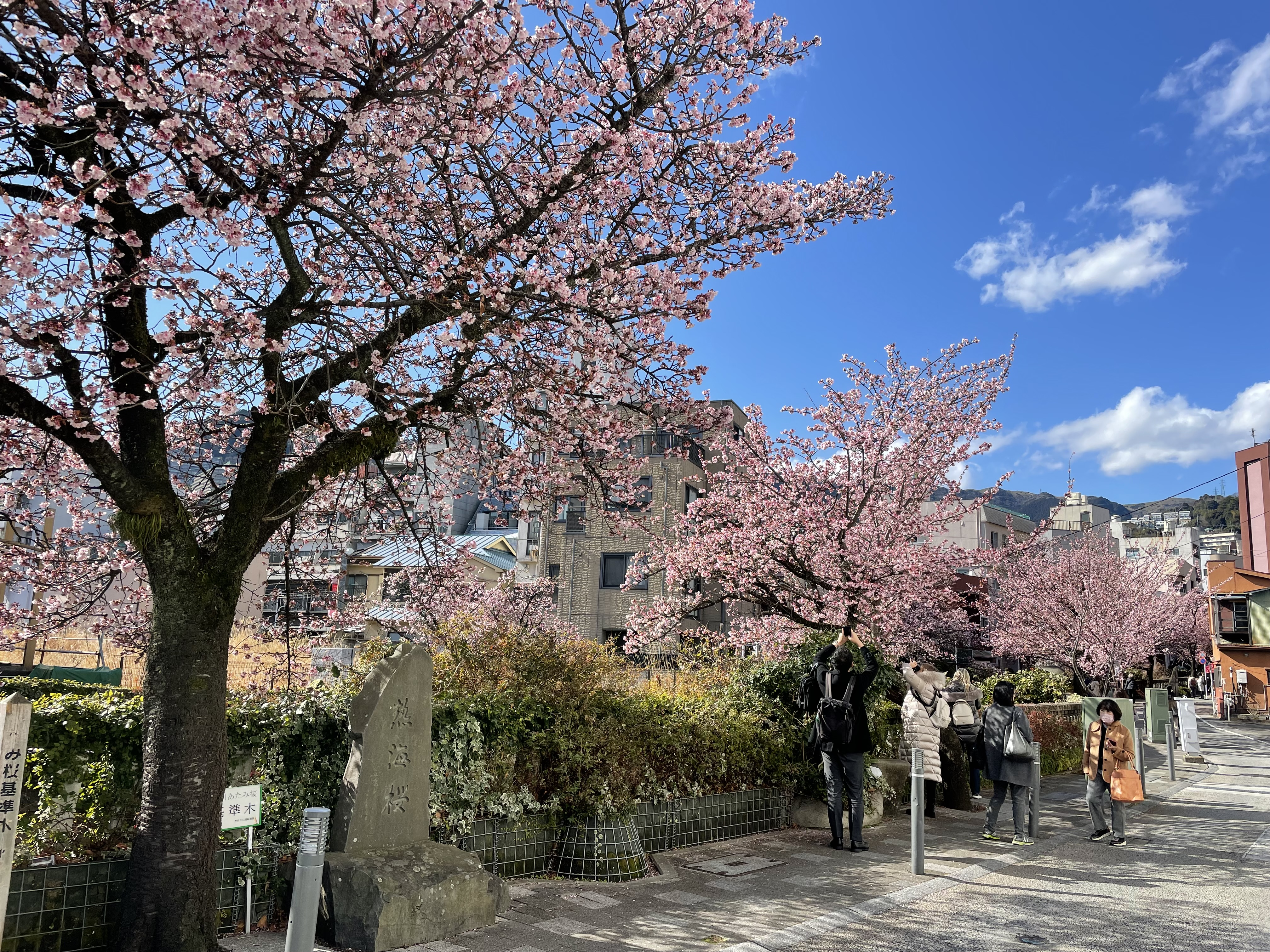
糸川桜まつりと熱海桜の碑

アタミザクラ（熱海桜、あたみ桜）とは、熱海市を中心に栽培されている早咲き桜の一種。

## 歴史
1871年（明治4年）に、イタリア人によってレモン・ナツメヤシと共に持ち込まれたインド原産の品種とされてきたが、花粉の分析などによってカンヒザクラ（寒緋桜）とヤマザクラ（山桜）の雑種であると推定されている。
（なお、元網代中学・多賀中学校長で、タイリョウザクラ（大漁桜）やイズタガアカ（伊豆多賀赤）などの作出で知られる角田晴彦が作出した品種の中に、アタミハヤザキ（熱海早咲）という品種があるが、これは3月中旬ごろに開花する寒桜と大島桜の交配種であり、アタミザクラとは別の品種なので混同しないように注意が必要。）
須崎御用邸（昭和47年）、伊勢神宮（昭和48年）、東宮御所（昭和51年）などに献上され植栽される。
1977年（昭和52年）4月10日、市制施行40周年を記念して熱海市の「木」に指定。

## 開花時期・期間
例年の開花時期は1月中旬〜2月中旬であり、最も有名な早咲き桜であるカワヅザクラ（河津桜）より1ヶ月ほど早く、沖縄のカンヒザクラ（寒緋桜）や、伊豆市土肥のトイザクラ（土肥桜）などと共に、日本において（年明け後の）最も早咲きの桜の一種とされる。（ただし、「年明け後」に限定しなければ、例年「年明け前」の11月下旬ごろに開花する（そして熱海市内においても南熱海を中心に多く栽培されている）ヒマラヤザクラや、例年10月ごろに開花するエドヒガン類（シキザクラ・ジュウガツザクラ等）など、もっと早咲きの品種もある。）
また通常の桜が開花期間が1〜2週間であるのに対し、アタミザクラは2段階で開花するため、1ヶ月程度開花を楽しむことができる。

## 名所・イベント
熱海市内では、市街地の糸川沿い（糸川遊歩道）、親水公園周辺、熱海梅園周辺、さらに南熱海（上多賀）の「さくらの名所散策路」（四季の道）の4箇所を中心に植栽されており、特に糸川沿い（糸川遊歩道）では1月中旬〜2月中旬の開花時期に合わせて「糸川桜まつり」が開催されている。
- 糸川遊歩道（58本）
- 親水公園周辺（渚デッキ17本、渚小公園15本）
- 熱海梅園周辺（園内4本、園前23本）
- さくらの名所散策路（四季の道、87本） - 伊豆多賀駅と熱海高校をつなぐ遊歩道。他にヒマラヤザクラ15本、ソメイヨシノ5本。